# Cuco Pérez
Cuco Pérez (Segovia, España, 1959) es un acordeonista, compositor y músico de sesión español conocido por su trabajo con numerosas bandas y artistas del panorama musical de España, entre las que figuran Nuestro Pequeño Mundo, Celtas Cortos, Radio Tarifa, Revólver, La Troupé de la Merced,  Amancio Prada, La Musgaña, Pedro Guerra, Ismael Serrano, entre otros.
Cuco Pérez es uno de los primeros en introducir el acordeón en el flamenco y ha acompañado a artistas como Joaquín Ruiz, Joaquín Cortés, Rafael Amargo o Aída Gómez por todo el mundo.
En 1991 publica su primer trabajo en solitario, titulado "Cambiando el Paso". Este disco plantea un tratamiento vanguardista del acordeón, y con él obtiene excelentes críticas. 
En 2017 publicó, junto con su hermana Luisa, el libro-disco Allez, Allez...!, recopilación de temas de los refugiados republicanos exiliados en Francia.
En el campo de la composición, ha realizado numerosos trabajos para documentales y obras de teatro  y ha trabajado como intérprete con algunos directores de cine, como José Luis Cuerda, Alejandro Amenábar, Jaime de Armiñán o Berlanga.
Su colección de acordeones, cercana a las 300 piezas es una de las más importantes de Europa y se exhibe parcialmente en el Monasterio de Silos.
Colaboró habitualmente, desde 1993, en el programa cultural Ruta Quetzal, dirigido por Miguel de la Quadra-Salcedo.